# Косад Ривјер
Косад Ривјер (фр. Caussade-Rivière) насеље је и општина у јужној Француској у региону Миди Пирене, у департману Горњи Пиринеји која припада префектури Тарб.
По подацима из 2011. године у општини је живело 90 становника, а густина насељености је износила 14,61 становника/km². Општина се простире на површини од 6,16 km². Налази се на средњој надморској висини од 159 метара (максималној 164 m, а минималној 151 m).

## Демографија
| 1962. | 1968. | 1975. | 1982. | 1990. | 1999. | 2011. |
| ----- | ----- | ----- | ----- | ----- | ----- | ----- |
| 123   | 129   | 101   | 103   | 95    | 104   | 90    |

График промене броја становника у току последњих година